# Push It (chanson de Salt-n-Pepa)
Pour les articles homonymes, voir Push It.
Pistes de Hot, Cool & Vicious
"Beauty and the Beat"
Push It est un single de 1987 du groupe de rap féminin Salt-N-Pepa. Le morceau est extrait de leur premier album, Hot, Cool & Vicious sorti en 1986.
C'est le premier morceau à succès du trio. Il marche très bien en radio avant de faire bonne figure dans les charts américains. En décembre 1987, il figure au Top 40, atteignant même la 19e place en février 1988. Au Royaume-Uni, le titre parvient même à la 2e place des UK Singles Charts.
"Push It" devient le morceau de référence du groupe et apporte un succès inattendu à l'un des premiers groupes féminins du rap.

## Classements et certifications

### Classements hebdomadaires
| Classement (1987–1988)                          | Meilleure position |
| ----------------------------------------------- | ------------------ |
| Allemagne (Media Control AG)                    | 9                  |
| Australie (ARIA)                                | 3                  |
| Autriche (Ö3 Austria Top 40)                    | 9                  |
| Belgique (Flandre Ultratop 50 Singles)          | 1                  |
| Belgique (Flandre VRT Top 30)                   | 1                  |
| Canada (100 Singles)                            | 7                  |
| Espagne (AFYVE)                                 | 6                  |
| États-Unis (Billboard Hot 100)                  | 19                 |
| États-Unis (Cash Box)                           | 22                 |
| États-Unis (Hot Black Singles)                  | 28                 |
| États-Unis (Hot Dance Club Play)                | 18                 |
| États-Unis (Hot Dance Music/Maxi-Singles Sales) | 1                  |
| Irlande (IRMA)                                  | 6                  |
| Norvège (VG-lista)                              | 4                  |
| Nouvelle-Zélande (RMNZ)                         | 4                  |
| Pays-Bas (Nederlandse Top 40)                   | 1                  |
| Pays-Bas (Single Top 100)                       | 1                  |
| Royaume-Uni (UK Singles Chart)                  | 2                  |
| Suède (Sverigetopplistan)                       | 2                  |
| Suisse (Schweizer Hitparade)                    | 6                  |

| Classement (1988)              | Position |
| ------------------------------ | -------- |
| Australie (ARIA)               | 29       |
| Belgique (Flandre Ultratop 50) | 12       |
| Pays-Bas (Nederlandse Top 40)  | 5        |
| Pays-Bas (Single Top 100)      | 5        |

| Pays              | Certification | Ventes certifiées |
| ----------------- | ------------- | ----------------- |
| Canada (CRIA)     | Or            | 5 000             |
| États-Unis (RIAA) | Platine       | 1 000 000         |
| Royaume-Uni (BPI) | Argent        | 200 000           |
| Suède (IFPI)      | Or            | 20 000            |

## Samples
Le morceau, lui-même une adaptation du titre Whip it du groupe Devo, a été samplé par ou pour plusieurs artistes tels que :
- Timbaland ft. Keri Hilson & D.O.E. – The Way I Are
- Destiny's Child – Nasty Girl
- Ciara – Do It
- M.I.A. – sur sa mixtape Piracy Funds Terrorism Volume 1.
- The Twang – Push The Ghosts
- Gossip – Love & Let Love

## Reprises
- Par la chanteuse anglaise Dirty Harry pour une publicité de 2003 pour Rimmel.
- Par la chanteuse australienne Sophie Monk dans une publicité de 2007 pour un soutien-gorge.
- Par le groupe de métal britannique Ten Masked Men sur leur album de reprise sorti en 2000, Return of the Ten Masked Men.
- Par les acteurs de la série Glee dans le 2e épisode de la première saison.
- Par le duo Jeffster dans la série Chuck dans le 13e épisode de la quatrième saison.
- Dans de multiples épisodes de Brooklyn Nine-Nine
- La chanson est utilisée par l'enseigne de distribution et de vente de cuisines équipées Ixina pour un spot de pub TV diffusé en 2022[26].

## Commentaires
- La phrase « This dance ain't for everybody, only the sexy people » est une référence à la chanson de 1984 "The Bird" du groupe The Time.
- Dans les paroles, « Boy, you really got me going, You got me so I don't know what I'm doing » est adapté du tube des Kinks, "You Really Got Me".
- En 2003, le magazine américain Rolling Stone a classé "Push It" au 440e rang de sa liste des 500 plus grandes chansons de tous les temps.
- La chanson est présente dans l'épisode 4 de la saison 1 de MacGyver en 2016.
- La chanson est également présente dans l'épisode 5 de la saison 14 de Grey's Anatomy en 2017.
- La chanson est présente dans l’épisode 4 de la saison 2 (« Halloween, le retour ») de Brooklyn Nine-Nine.
- La chanson est présente dans le film End of Watch (2012).